# Výbuchy plynů a uhelného prachu v dole

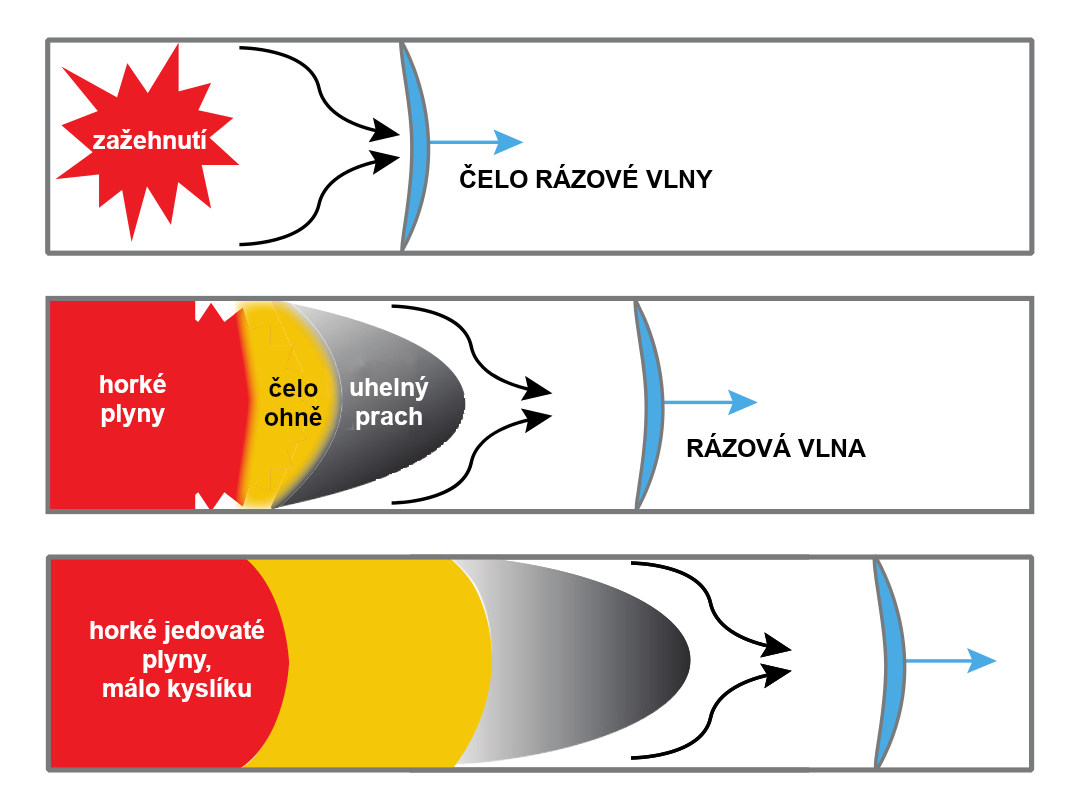
Vznik výbuchu uhelného prachu

Výbuchy plynů a uhelného prachu v dole je okamžitá a rychle probíhající přeměna látek, při které dojde k vývinu velkého množství tepla a plynů. To je dále spojeno s vývojem velkého tlaku a síly, k němuž dojde počátečním popudem. Jedná se o prudkou oxidaci směsi hořlavého plynu se vzduchem (výbuch plynu) nebo zvířeného uhelného prachu (výbuch uhelného prachu), jejichž koncentrace je v mezích výbušnosti způsobena vnější příčinou a doprovázena prudkým uvolněním energie.

## Základní parametry výbuchu
Aby mohlo dojít k výbuchu, musí být splněny tři předpoklady, a to je vhodná koncentrace hořlavin v mezích výbušnosti, zápalná teplota a dostatečná energie. V zóně nahromadění výbušné směsi dochází k fyzikálně chemickým přeměnám, pro které existuje řada teorií, které popisují průběh intenzity reaktivní vlny od explozivního hoření až po detonaci.

### Podmínky výbušnosti jsou:
- přítomnost výbušné směsi (meze výbušnosti)
- dostatek kyslíku (limitní koncentrace kyslíku)
- zápalná teplota (iniciace výbušné směsi)[3][4]

### Iniciace výbuchu (zdroj, který může způsobit výbuch plynu) může být:
- otevřený plamen[5]
- elektrická jiskra[5]
- frikční jiskra (mechanické tření padajících nebo řezných orgánů razicích a dobývacích strojů[5]
- trhací práce[5]
- vysoké zahřátí pohybujících se části strojů[5]

### Některé základní parametry hořlavosti a výbušnosti plynů
| Plyn          | Chemická značka | Dolní mez výbušnosti | Horní mez výbušnosti | Zápalná teplota směsi se vzduchem | Zdroj |
| ------------- | --------------- | -------------------- | -------------------- | --------------------------------- | ----- |
| Acetylen      | C2H2            | 2,3 %                | 80 %                 | 405 °C                            | [ 1 ] |
| Etan          | C2H6            | 3,1 %                | 12,5 %               | 515 °C                            | [ 1 ] |
| Etylén        | C2H4            | 2,8 %                | 28,6 %               | 435 °C                            | [ 1 ] |
| Metan         | CH4             | 4,4 %                | 15 %                 | 595 °C                            | [ 1 ] |
| Oxid Uhelnatý | CO              | 12,5 %               | 74 %                 | 605 °C                            | [ 1 ] |
| Sirovodík     | H2S             | 4,6 %                | 46 %                 | 246 °C                            | [ 1 ] |
| Vodík         | H2              | 4,0 %                | 74 %                 | 560 °C                            | [ 1 ] |

### Z hlediska ohrožení dolu a pro záchranářskou praxi musí být věnována pozornost zejména k[1]
- určit základní parametry výbuchu
- jak může být člověk (záchranář) ohrožen výbuchem
- musíme stanovit výbušnost ovzduší
- jak můžeme chránit důlní prostředí proti přenosu výbuchu
- jak se můžeme chránit proti působení tlakové vlny

### Záchranáře ohrožují při výbuchu zejména:[1]
- nedýchatelné a toxické zplodiny výbuchu a hlavně dojde k úbytku kyslíku v dulním ovzduší
- zvýšená teplota zplodin výbuchu
- následky působení vzdušné rázové vlny na důlní prostory
- přímý účinek vzdušné rázové vlny na záchranáře

## Hornické názvosloví k tématu
Mez výbušnosti - tato mezní hodnota je koncentrace, při níž je možný výbuch daného systému. Hodnota má dolní a horní mez. Například u důlního plynu metanu CH4 je dolní mez výbušnosti 4,4 % a horní mez výbušnosti je 15 % (nejvýbušnější je hodnota 9 %).
Výbušné větry (nevhodné označení jsou třaskavé větry) - jsou to důlní větry, které obsahují příměsi výbušných plynů v rozmezí výbušných koncentrací.
Výbušnost uhelného prachu - je vlastnost uhelného prachu reagovat v rozvířeném stavu při dostatečném iniciačním zdroji se vzdušným kyslíkem O2 při současném prudkém uvolnění energie. Určuje se příslušnými zkušebními metodami.
Výbušnost hořlavých plynů - je vlastnost hořlavých plynů, které mohou reagovat ve směsi se vzdušným kyslíkem při dostatečném iniciačním zdroji (například, při přibírce kamene řezným orgánem) za současného prudkého uvolnění energie.
Výbušná směs - je to směs látek, která je schopná výbuchu, může být plynná, kapalná, tuhá nebo dispersní.
Zplodiny výbuchu - jsou látky,které vznikají výbuchem výbušiny, nebo výbuchem výbušných směsí.
Hořlavina - pro výbuch v podzemí jsou plyny, jejichž výskyt souvisí s hornickou činnosti (v četně havarijních stavů), jednak i uhelný prach. Vybuchuje jen jedna hořlavina nebo jejich směsi.
Třaskaviny - je výbušina s nízkou stabilitou stadia explozivního hoření, které prakticky okamžitě po aktivaci přechází v detonaci. Využívá se zpravidla k vyvolání detonace jiné výbušniny.
Uhelný prach - je prach vznikající drcením uhelné substance.

## Příklady tragických výbuchů

### Výbuch metanu a uhelného prachu na Dole Honkejko
Dne 26. dubna roku 1942 došlo k výbuchu metanu a uhelného prachu na Dole Honkejko v černouhelném revíru Pehn - Sih v tehdejším státě Mandžukuo. během výbuchu zahynulo 1 550 horníků a 224 bylo těžce zraněno. Byla to největší důlní katastrofa světového hornictví co do počtu obětí.

### Výbuch v Courrières
V sobotu dne 10. března 1906 došlo na černouhelném dole courrièrské důlní společnosti ráno mezi 6:30 až 6:45 k mohutné explozi, která si vyžádala 1 086 obětí na lidských životech.

### Výbuch na dole Nelson III
Katastrofa, ke které došlo 3. ledna 1934 v dole Nelson III v katastru města Osek v severních Čechách.

### Výbuch v Dole Handlová
V hnědouhelném Dole Handlová na Slovensku vybuchl 10. srpna 2009 důlní plyn, při explozi zahynulo 11 záchranářů a 9 horníků.